# Ulica Żeglarska w Lublinie
Ulica Żeglarska w Lublinie – ulica w Lublinie w dzielnicach Wrotków i Abramowice o długości 2,86 km. Na swym głównym odcinku stanowi granicę między Wrotkowem a Zemborzycami i łączy Majdan Wrotkowski i Zemborzyce Kościelne (ulice Janowska i Krężnicka) z ul. Zemborzycką i Osmolicką. Główny odcinek biegnie w pobliżu tamy na Zalewie Zemborzyckim; druga część to polna droga, przy której znajdują się działki rekreacyjne i która prowadzi do ul. A. Świętochowskiego.

## Most nad Bystrzycą
Na odcinku od ul. Krężnickiej/Janowskiej do ul. Osmolickiej/Zemborzyckiej znajduje się most nad Bystrzycą. W obecnej formie wybudowano go po raz pierwszy w roku 1984.
Degradacja mostu i intensyfikacja ruchu drogowego w tym rejonie sprawiły, że stan techniczny obiektu uległ znacznemu pogorszeniu. Podjęto zatem decyzję o budowie nowego obiektu. W czerwcu 2022 wyburzony został stary most, a niedługo później ruszyła budowa nowego. Została ona zakończona pod koniec kwietnia 2023, a otwarcie obiektu odbyło się 25 maja tego roku. Most posiada jedno przęsło oraz liczy 50 m długości i 19 m szerokości. Nosi on imię Ryszarda Kaczorowskiego, ostatniego prezydenta Rzeczypospolitej Polskiej na uchodźstwie. 

## Komunikacja miejska
Ulicą kursuje kilka linii autobusowych sieci ZTM. Ponadto przy ulicy powstał parking „parkuj i jedź”. Według planu miały tam znajdować się pętla autobusowa i miejsce na 14 pojazdów oraz parking dla 31 samochodów. Zaprojektowano postawienie wiaty przystankowej, infrastruktury do montażu biletomatu, wyświetlacza informacji pasażerskiej oraz dwie ładowarki dla autobusów elektrycznych.